# کرتین
کرتین (به چکی: Křetín) یک منطقهٔ مسکونی در جمهوری چک است که در ناحیه بلانسکو واقع شده‌است. کرتین ۶٫۰۴ کیلومتر مربع مساحت و ۵۰۸ نفر جمعیت دارد و ۳۹۳ متر بالاتر از سطح دریا واقع شده‌است.